# Castillo de Arándiga

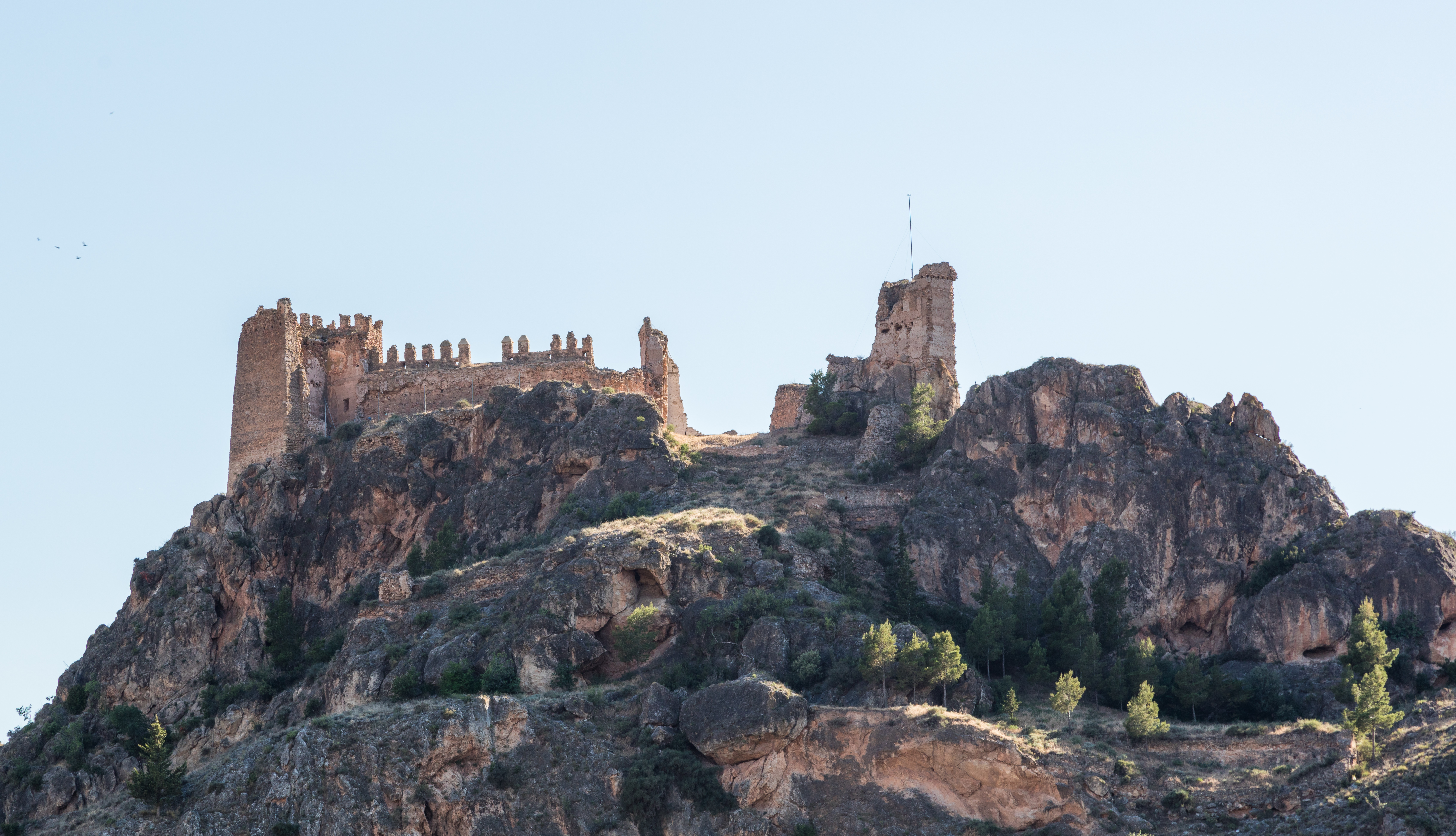
Otra vista del castillo

El castillo de Arándiga es una fortaleza del siglo XII ubicada el municipio zaragozano de Arándiga.

## Historia
El origen del castillo parece ser musulmán del siglo XI, pero sin embargo el primer documento que ha llegado a nuestros días en el que se le menciona, corresponde al año 1188, en el que el rey Alfonso II lo entrega en tenencia a Pedro Jiménez de Osca, quien realiza reformas menores sobre la construcción preexistente.
Posteriormente, ya en el siglo XIV, y con motivo de los conflictos castellano-aragoneses, se realizan una serie de refuerzos importantes en la fortaleza al igual que se realizaron en los vecinos castillo de Bijuesca y Berdejo, que han quedado reseñados en documentación fechada en 1357, 1361, 1363 y 1398, cuando se ordena específicamente al oficial real Pedro Crexençano la ejecución de la obras por parte del rey Martín I.
En 1437 el castillo fue vendido a los Martínez de Luna, señores de Illueca y Morata.

## Descripción
Se trata de un castillo roquero, situado en una peña desde donde se domina la confluencia del río Aranda con el río Jalón, enfrente del castillo de Chodes.
Ajustándose al terreno, tiene una planta irregular y consta de dos recintos a diferente altura. El superior, último reducto defensivo, consta de tres torres de planta cuadrada, una en cada extremo del rectángulo y la tercera protegiendo la entrada. Del recinto inferior sólo se conserva un lienzo de la muralla.
Toda la obra está realizada en mampostería y tapial y en la actualidad se está llevando a cabo un proceso de consolidación y restauración.

## Catalogación
El Castillo de Arándiga está incluido dentro de la relación de castillos considerados Bienes de Interés Cultural en virtud de lo dispuesto en la disposición adicional segunda de la Ley 3/1999, de 10 de marzo, del Patrimonio Cultural Aragonés. Este listado fue publicado en el Boletín Oficial de Aragón del 22 de mayo de 2006.